# America, America! (film)
America, America! (titlul original: în engleză America America) este un film dramatic american, realizat în 1963 de regizorul Elia Kazan, după romanul omonim a scriitorului Elia Kazan, protagoniști fiind actorii Stathis Giallelis, Frank Wolff, Robert H. Harris, Katharine Balfour. 

## Conținut
Stavros este un tânăr grec din Anatolia care trăia în Cappadocia la sfârșitul secolului al XIX-lea în condiții mizere, transportând gheața de pe munte, pentru a o vinde în sat. Ca toți camarazii săi creștini, a fost asuprit de turcii musulmani, care erau la conducerea Imperiul Otoman. Pentru el, situația devine de nesuportat când turcii organizează în satul său un adevărat pogrom împotriva armenilor.
Din acest moment, Stavros a cărui ambiție de a emigra în America este singurul său gând, pleacă într-o călătorie lungă și periculoasă către Constantinopol, în speranța de a se urca pe un vapor cu destinația New York...

## Distribuție
- Stathis Giallelis – Stavros Topouzoglou
- Frank Wolff – Vartan Damadian
- Harry Davis – Isaac Topouzoglou, tatăl
- Elena Karam – Vasso Topouzoglou, mama
- Estelle Hemsley – bunica Topouzoglou
- Gregory Rozakis – Hohannes Gardashian
- Lou Antonio – Abdul
- Salem Ludwig – Odysseus Topouzoglou
- John Marley – Garabet
- Joanna Frank – Vartuhi
- Paul Mann – Aleko Sinnikoglou
- Linda Marsh – Thomna Sinnikoglou
- Robert H. Harris – Aratoon Kebabian
- Katharine Balfour – Sophia Kebabian
- Giorgos Foundas (nemenționat)
- Dimitris Nikolaidis (nemenționat)

## Culise
La începutul filmului, vocea lui Elia Kazan informează spectatorii că povestea filmului este cea a familiei sale: „My name is Elia Kazan, i'm a Greek by blood,a Turk by birth and American because my uncle made a journey”: „Numele meu este Élia Kazan, sunt grec de origine, turc prin naștere și american pentru că unchiul meu a făcut o călătorie.”

## Premii și nominalizări
- 1964 - Premiile Oscar
  - Cele mai bune decoruri lui Gene Callahan
  - Nominalizare Cel mai bun film lui Elia Kazan
  - Nominalizare Cel mai bun regizor lui Elia Kazan
  - Nominalizare Cel mai bun scenariu original lui Elia Kazan
- 1964 - Globul de Aur
  - Cel mai bun regizor lui Elia Kazan
  - Cel mai bun actor debutant lui Stathis Giallelis
  - Nominalizare Cel mai bun film dramatic
  - Nominalizare Best Film Promoting International Understanding
  - Nominalizare Cel mai bun actor (dramă) lui Stathis Giallelis
  - Nominalizare Cel mai bun actor în rol secundar (film) lui Paul Mann
  - Nominalizare Cel mai bun actor în rol secundar (film) lui Gregory Rozakis
  - Nominalizare Cea mai bună actriță în rol secundar lui Linda Marsch
- 1964 - Scoica de Aur la Festivalul de la San Sebastián